# 甑大橋
甑大橋（こしきおおはし）は、鹿児島県薩摩川内市の甑島列島の鹿島町藺牟田（下甑島）と上甑町平良（中甑島）を結ぶ橋である。鹿児島県道351号鹿島上甑線の一部を構成する。全長は1,533 m。
2020年（令和2年）8月29日に開通。名称決定前の仮称は藺牟田瀬戸架橋（いむた せと かきょう）。

## 概要
甑大橋の位置する甑島列島は薩摩半島の西、東シナ海に浮かぶ列島群であり、上甑島、中甑島、下甑島の有人3島および多数の無人島からなる。甑大橋はそのうち中甑島と下甑島を結ぶ橋である。
甑島列島内の島同士の架橋としては、1993年（平成5年）に甑大明神橋（上甑島 - 中島）と鹿の子大橋（中島 - 中甑島）が供用済みであるが、藺牟田瀬戸で隔たれた中甑島と下甑島の間は唯一の未開通区間となっていた。また同区間の交通手段は海上交通であるフェリーおよび高速船が唯一の交通手段であり、島間の移動は出航時間に左右されていたが架橋により自由な往来が可能となる。また、医療・防災体制の充実や観光振興も期待されている。
2006年（平成18年）度より藺牟田瀬戸の架橋について事業化された。この甑大橋は延長5.1 kmの「藺牟田瀬戸架橋工区」（総事業費約320億円）の架橋部分である。
橋は片側1車線で歩道はないが、徒歩や自転車でも通行可能である。

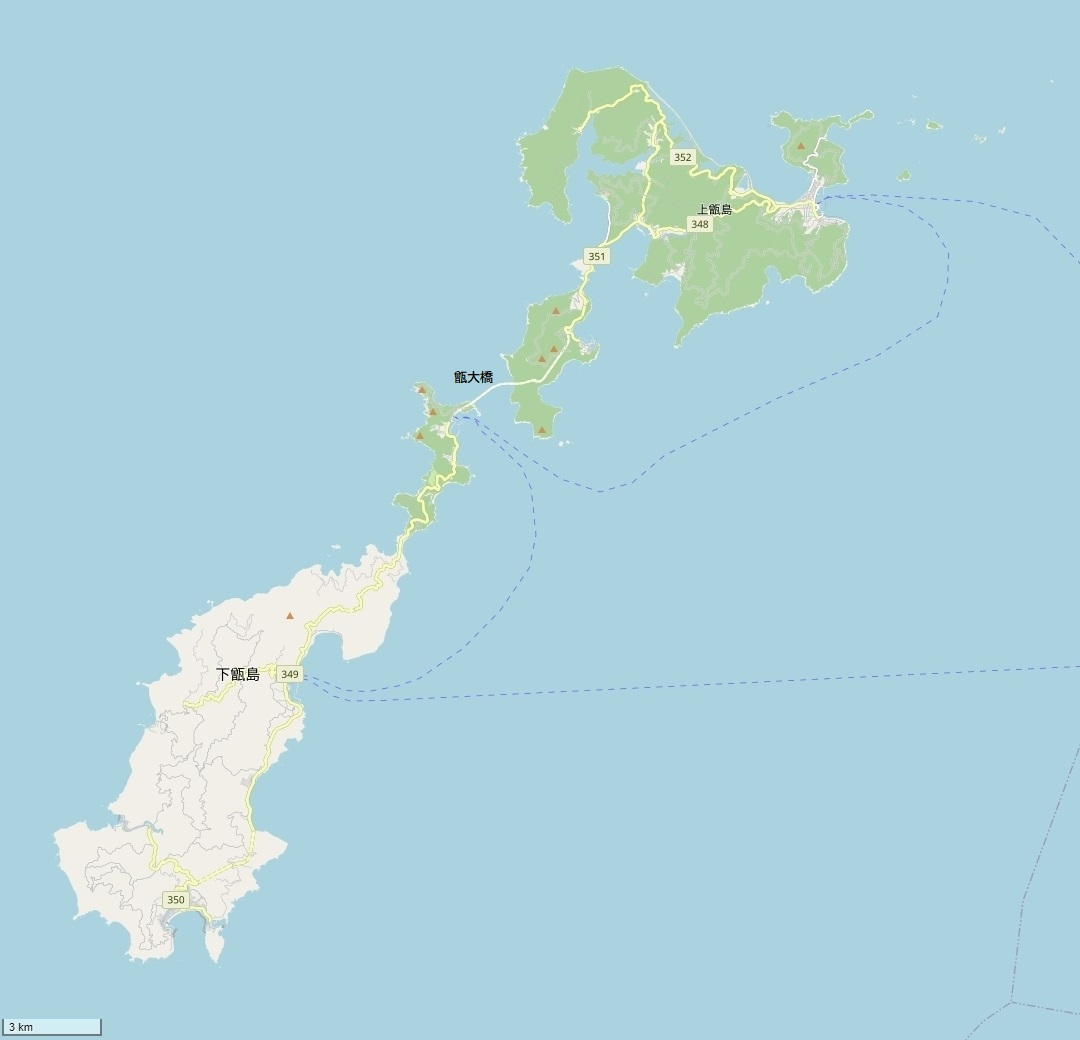
甑島列島における甑大橋の位置
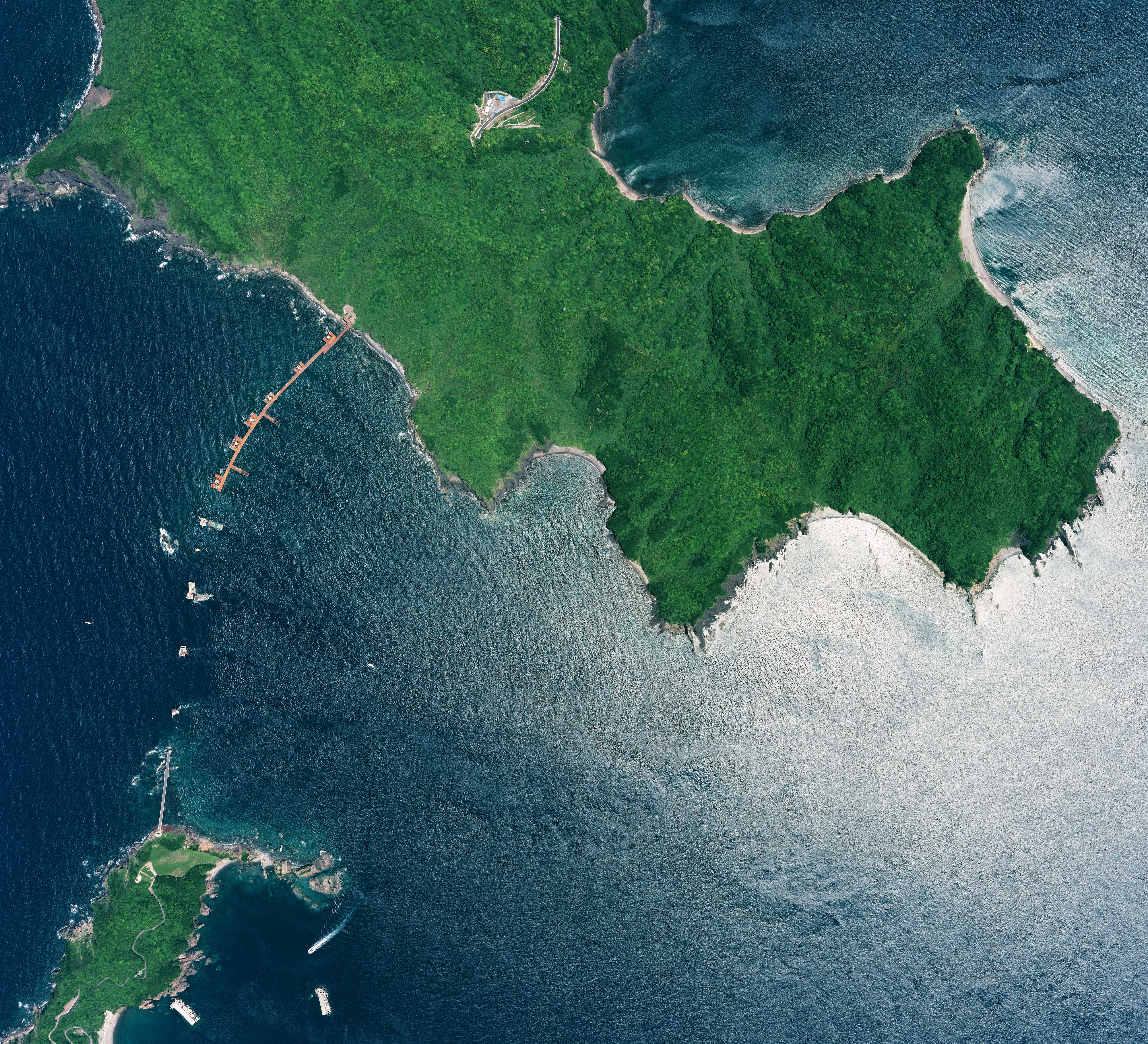
建設中の甑大橋の航空写真（2017年撮影）。国土交通省 国土地理院 地図・空中写真閲覧サービスの空中写真を基に作成

## 諸元
開通後の橋の総延長1,533 mは鹿児島県内で最長であり、日本国内の橋としてはしまなみ海道の来島海峡第三大橋（1,570 m）に次いで18番目の延長を有する。また、PC連続箱桁橋の最大支間長は航路幅を確保するため165 mであり、北海道の平原大橋に次いで国内2位である。
甑大橋は、PC3径間連続箱桁橋の第1橋とPC4径間連続箱桁橋の第2 - 4橋からなり、支間割は、第1橋が58.5 m+100.0 m+58.5 m、第2橋が110.0 m+2×165.0 m+110.0 m、第3・4橋が76.5 m+2×115.0 m+76.5 mである。総幅員は7.7 m、有効幅員は6.5 mで内訳は0.5 m+2×2.75 m+0.5 mである。下部工は地盤が良好のためP12・P13橋脚が井筒基礎である以外は直接基礎である。上部工は張出し架設工法で架設された。道路規格は第3種第4級である。

## 歴史
1960年代より甑島の自治体4村（里村、上甑村、鹿島村、下甑村）は協議会を設け藺牟田瀬戸の架橋について何度も陳情を重ねていた。1991年（平成3年）には地元自治体から構成される甑島架橋建設促進期成会が設立された。
2006年（平成18年）年度には「一般県道黒浜水深線 藺牟田瀬戸架橋事業」として新規事業採択され事業化されることとなった。事業主体は鹿児島県。事業化された時点で試算された全体事業費は220億円、費用対便益は1.24であった。同年工事着手となった。同年8月11日には、県道の路線の変更が行われ、路線名が「黒浜水深線」から「鹿島上甑線」に変更され、起点が中甑島の薩摩川内市上甑町平良字黒浜から下甑島の薩摩川内市鹿島町藺牟田に変更となった。
架橋部は2011年（平成23年）度から着工し、事業費は約230億円が計上された。現場の風が特に強く、海上部の上部工の施工については特に風が強い冬季（12月中旬 - 3月中旬）は休工期間となっていたという。2018年（平成30年）には平成30年台風第24号の影響により橋脚に設置されていたクレーンが倒壊する事故が発生している。
2020年（令和2年）4月21日に開通日と橋名を鹿児島県が発表し、開通前の8月23日には開通を前にウォーキング大会（同年の新型コロナウイルス感染症（COVID-19）流行の影響により島民限定となった）が実施された。8月29日に開通式が挙行され、鹿児島県知事塩田康一、薩摩川内市長岩切秀雄らが参列しテープカットが行われた。同日15時に甑大橋を含む藺牟田瀬戸架橋工区の開通に伴い供用が開始された。
開通から9日後の9月7日、甑島列島付近を通過した令和2年台風第10号により鹿児島県道349号手打藺牟田港線の鹿島町藺牟田と下甑町長浜の間の護岸壁が高波によって崩落し、地下に埋設されていた水道管が破損したことにより、鹿島町藺牟田の259戸が断水する被害があったが、甑大橋を利用し上甑島から給水車が派遣され給水支援が行われた。

## ギャラリー

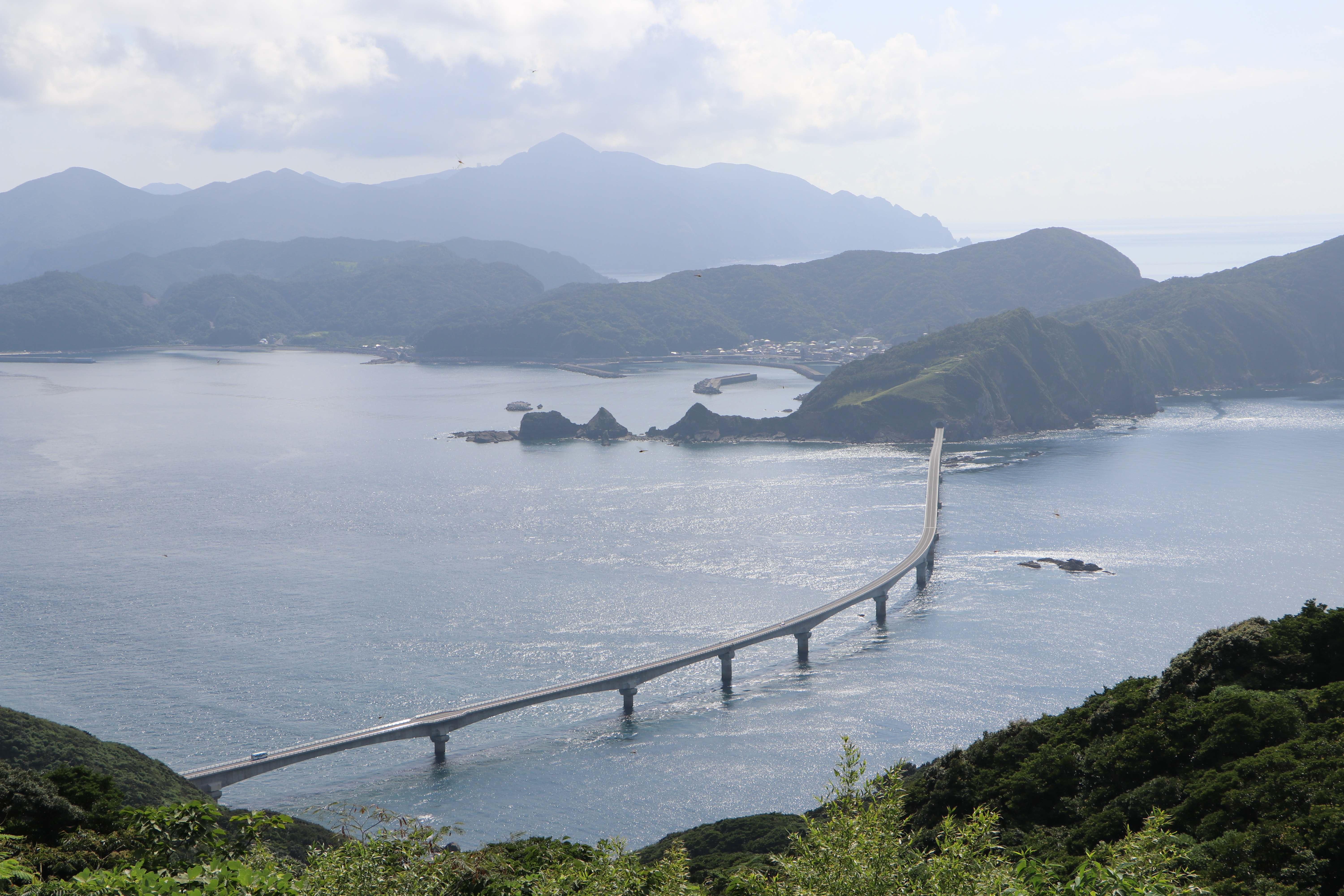
中甑島の木ノ口展望所から望む
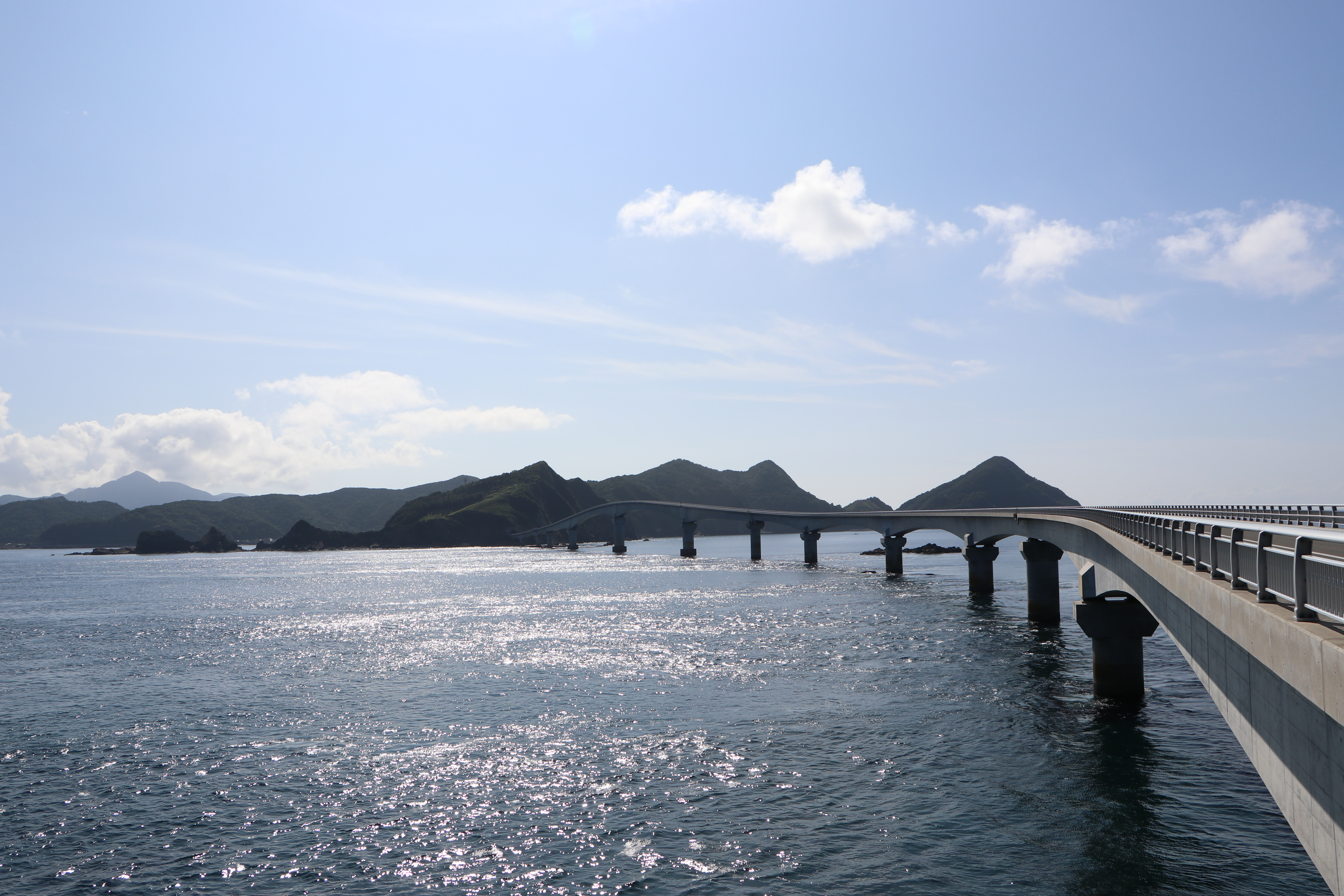
甑大橋の駐車帯から下甑方面を望む
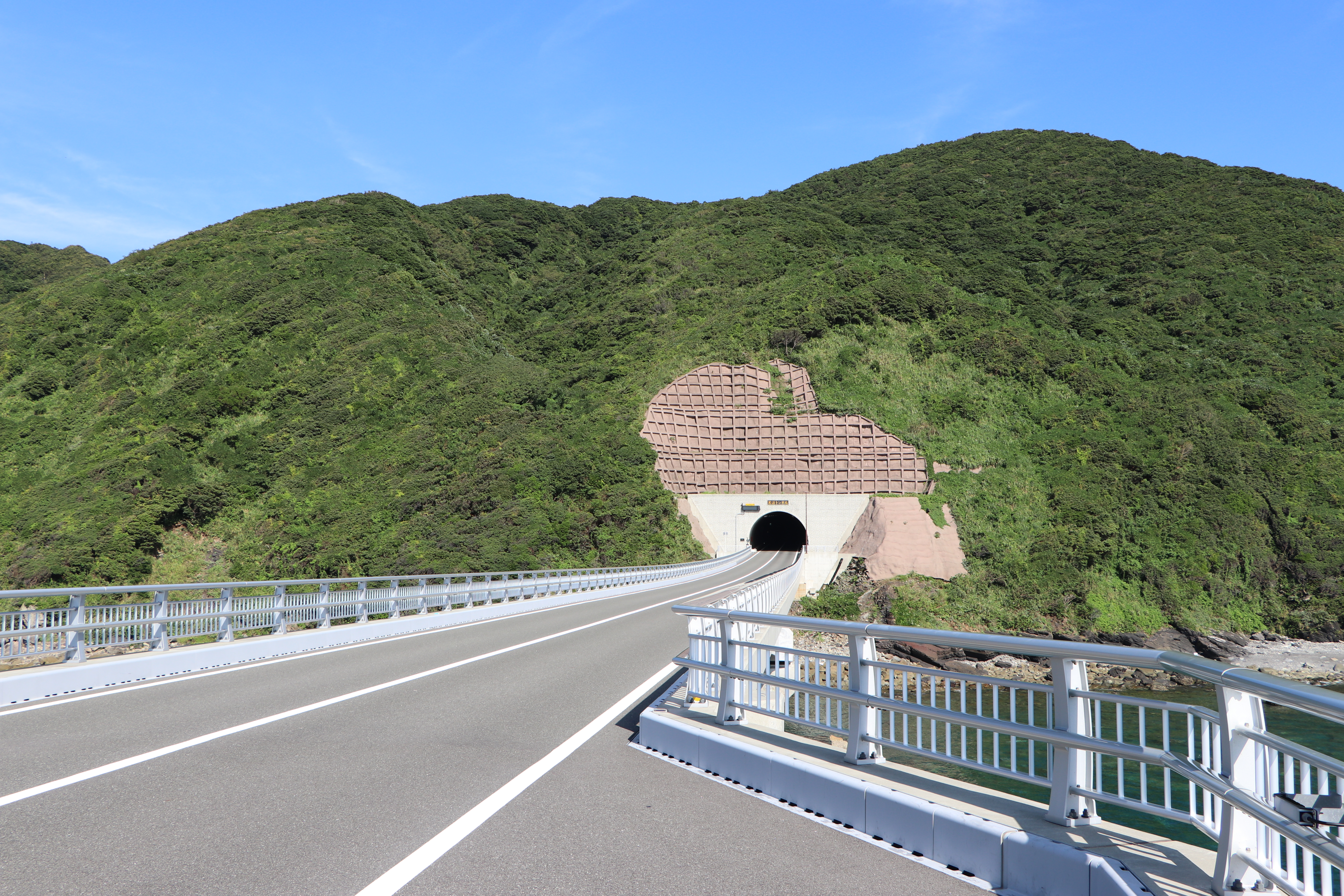
甑大橋の駐車帯から黒浜トンネル（上甑方面）を望む
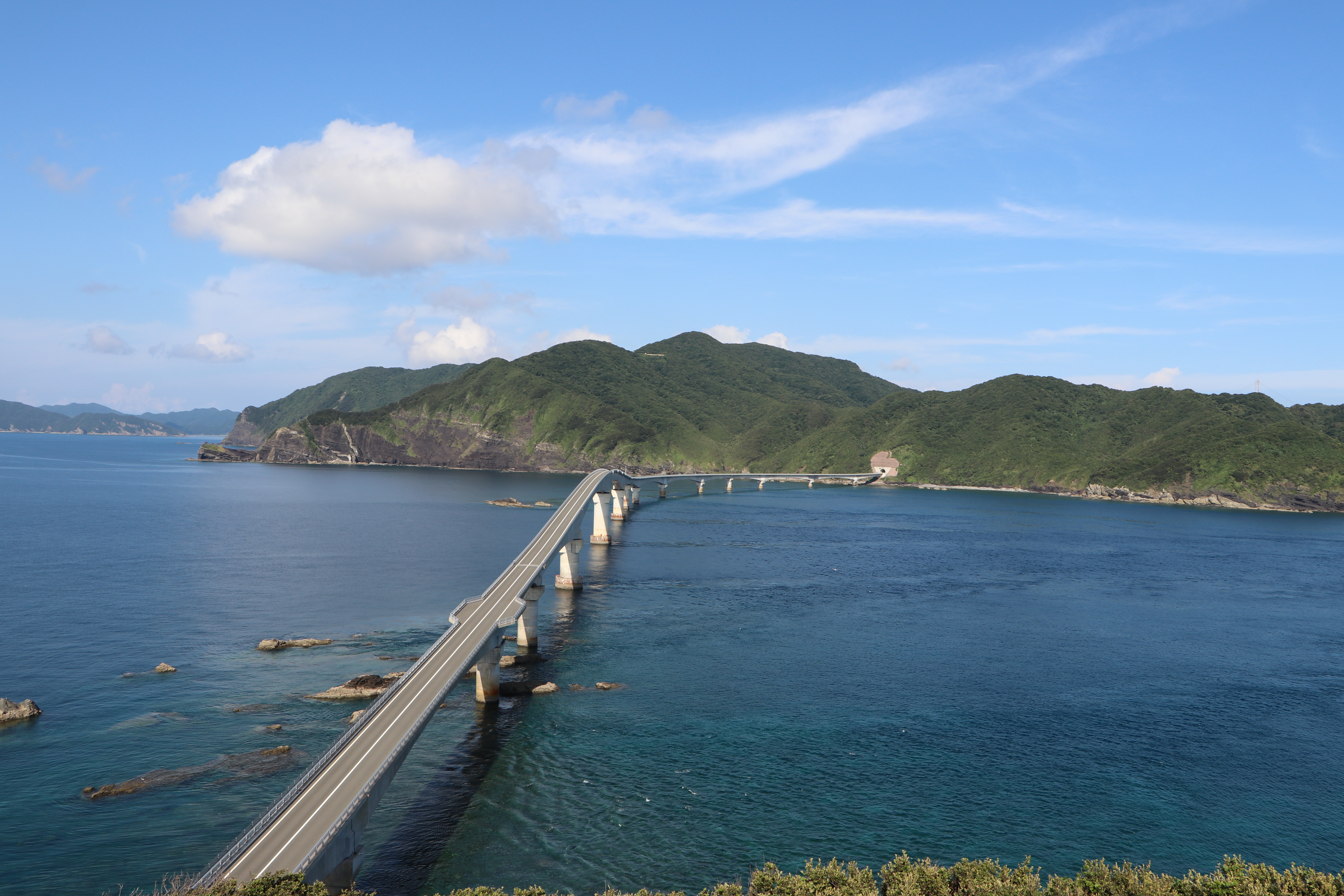
下甑島の鳥ノ巣山展望所から望む